# Amtsgericht Allstedt

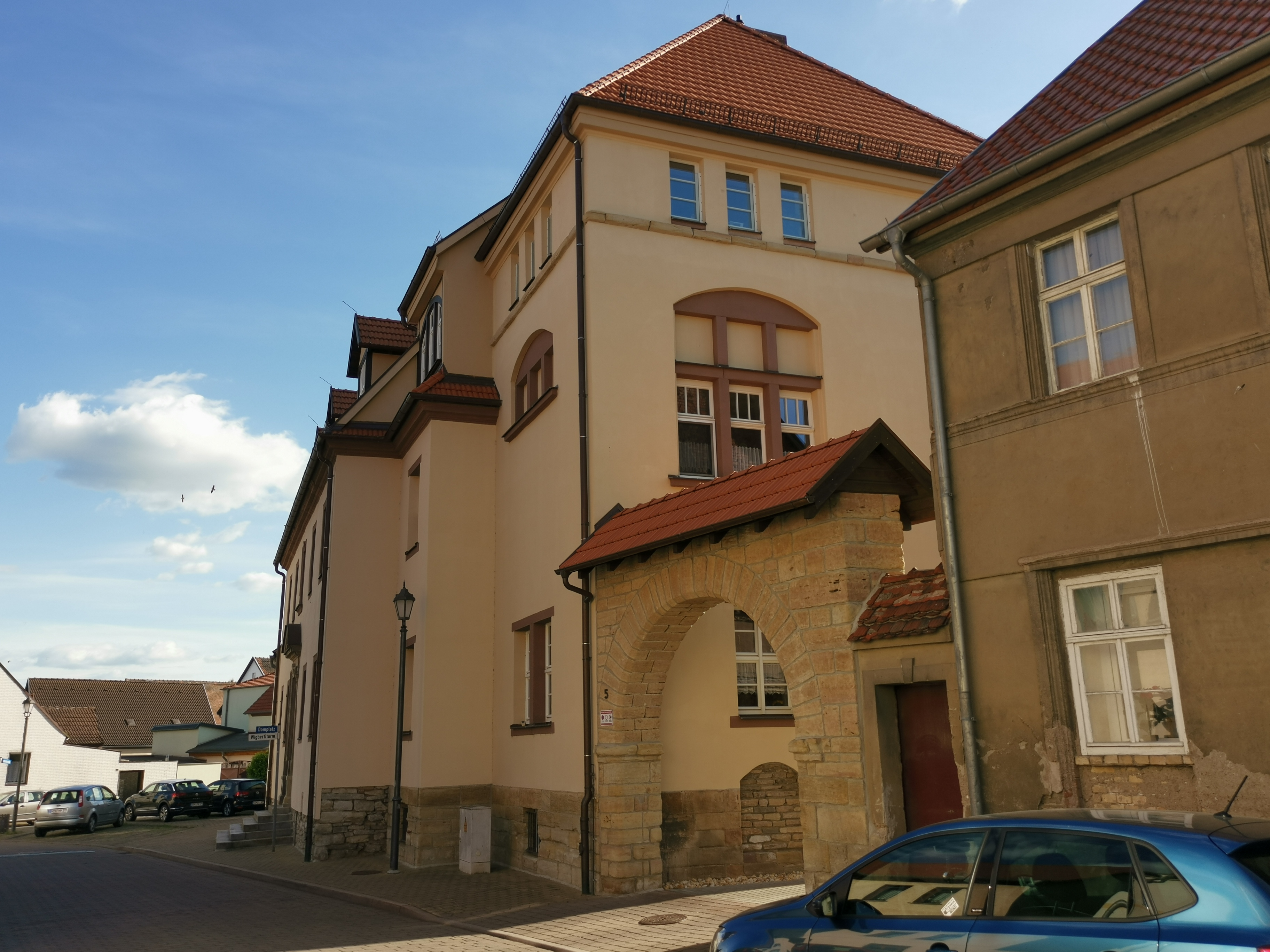
Amtsgericht Allstedt

Das Amtsgericht Allstedt war ein deutsches Amtsgericht mit Sitz in Allstedt.

## Geschichte
Im Zuge der 1850 im Großherzogtum Sachsen-Weimar-Eisenach erfolgten Trennung der Rechtsprechung von der Verwaltung und der zeitgleichen Aufhebung der Patrimonialgerichtsbarkeit wurden Justizämter und Stadtgerichte als Eingangsgerichte geschaffen. Damit löste das Justizamt Allstedt das Amt Allstedt als Eingangsgericht ab.
Mit Inkrafttreten des Gerichtsverfassungsgesetzes am 1. Oktober 1879 wurde die Justizämter in Amtsgerichte umgewandelt und diese gleichzeitig dem neu errichteten Landgericht Eisenach, Landgericht Weimar und dem gemeinsamen Landgericht Gera zugeordnet. Dabei wurden die Gerichtsbezirke per Ministerial-Bekanntmachung festgelegt. Das so entstandene Amtsgericht Allstedt war eines von acht Amtsgerichten beim Landgericht Weimar.
Nachdem im Jahr 1920 der Freistaat Sachsen-Altenburg im Land Thüringen aufgegangen war, wurde der Gerichtssprengel mit dem Thüringer Gerichtsstandortgesetz angepasst. Das Amtsgericht Allstedt kam damit zum Landgericht Erfurt. Sein Sprengel umfasste damit Allstedt, Einsdorf, Einzingen, Hengendorf, Kalbsrieth, Landgrafroda, Mittelhausen, Mönchpfiffel, Niederröblingen, Schaafsdorf, Winkel, Wolferstedt sowie einige gemeindefreien Gebiete.
Mit der Abtretung des Amtsgerichtsbezirks Allstedt an das Land Sachsen-Anhalt am 1. Oktober 1945 wurde das Amtsgericht zu einem Sachsen-Anhaltinischen Amtsgericht.
In der DDR wurden 1952 die Amtsgerichte aufgehoben und einheitlich Kreisgerichte gebildet. Allstedt kam zum Kreis Sangerhausen, entsprechend entstand das Kreisgericht Sangerhausen im Bezirk des Bezirksgerichtes Halle. Heute ist das Amtsgericht Sangerhausen für Allstedt zuständig.